# Епархия Братиславы (грекокатолическая)
Епархия Братиславы (лат. Eparchia Bratislavensis, словац. Bratislavská eparchia) — епархия Словацкая грекокатолическая церковь c центром в городе Братислава, Словакия. Епархия Братиславы входит в митрополию Прешова. Кафедральным собором епархии Братиславы является собор Воздвижения Святого Креста.

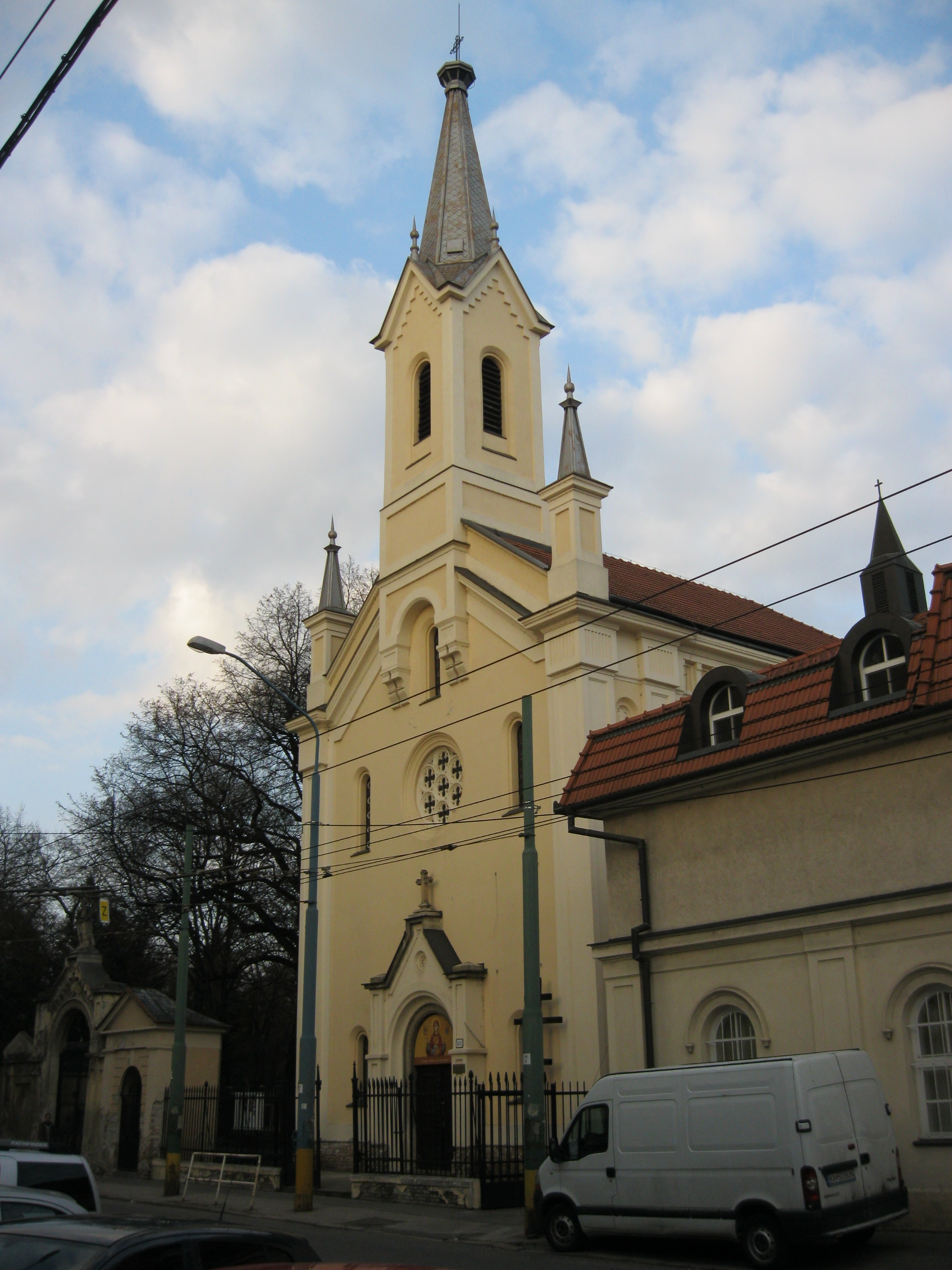
собор Воздвижения Святого Креста

## История
30 января 2008 года Святой Престол учредил епархию Братиславы, выделив её из епархии Прешова, которая в этот же день была возведена в ранг архиепархии.

## Ординарии епархии
- епископ Петер Руснак (30.01.2008 — по настоящее время).

## Источник
- Annuario Pontificio, Libreria Editrice Vaticana, Città del Vaticano, 2003, ISBN 88-209-7422-3